# Vico (jezero)
Vico (italsky Lago di Vico) je jezero v provincii Viterbo na severu Lazia v Itálii. Má rozlohu 12,93 km². Dosahuje maximální hloubky 48,5 m, přičemž průměrná hloubka je 22,5 m. Hladina se nachází v nadmořské výšce 507 m. Povodí jezera má rozlohu 40,95 km². Je sopečného původu a vzniklo přibližně před 100 000 lety.

## Vodní režim
Z jezera odtéká řeka Vico do řeky Treji, jež je přítokem Tibery. Než vybudovali Etruskové tunel, bylo nejspíš jezero hlubší a hora Monte Venere byla ostrovem.